# إميتك (توفلعزت)
إميتك هو دُوَّار يقع بجماعة توفلعازت، إقليم تارودانت، جهة سوس ماسة في المملكة المغربية. ينتمي الدوّار لمشيخة توفلعزت التي تضم 24 دوار. يقدر عدد سكانه بـ 27 نسمة حسب الإحصاء الرسمي للسكان والسكنى لسنة 2004.

## روابط خارجية
- البوابة الوطنية للجماعات الترابية
- المندوبية السامية للتخطيط